# Саккони, Маурицио
Маурицио Саккони (итал. Maurizio Sacconi; род. 13 июля 1950, Конельяно) — итальянский профсоюзный активист, экономист и политик, министр труда, охраны здоровья и социальной политики Италии (2008—2011).

## Биография
Родился 13 июля 1950 года в Конельяно. В 18-летнем возрасте стал активистом Всеобщей итальянской конфедерации труда, ревностным сторонником Серджо Кофферати в 1980-е годы. Считая своим политическим наставником Джанни Де Микелиса, вслед за ним считал необходимым отказаться от идейного наследия 1968 года. Говорил сам о себе, что принципиально никогда не работал в компаниях, не имеющих профсоюзов, а всю свою политическую жизнь посвятил борьбе с тэтчеризмом.
В 1979, 1983, 1987 и 1992 годах избран по спискам Итальянской социалистической партии в Палату депутатов Италии с 8-го по 11-й созыв (сохранял мандат до 1994 года).
С 1987 по 1994 год являлся младшим статс-секретарём Министерства финансов в правительствах Гориа, Де Мита, в шестом и седьмом правительствах Андреотти, в первом правительстве Амато (в первом правительстве Амато также курировал ход реформы государственной службы в соответствии с постановлением правительства № 29/93) и в правительстве Чампи.
После роспуска ИСП основал вместе с Серджо Скальпелли организацию Sinistra liberale (Либеральные левые).
Получив высшее юридическое образование, Саккони сделал академическую карьеру, заняв должность преподавателя экономики труда в Римском университете. С 1995 по 2001 год занимал должность начальника отдела в Международной организации труда в Женеве.
В 2001—2006 годах являлся младшим статс-секретарём Министерства труда и социальной политики во втором и третьем правительствах Берлускони.
В 2006 году избран в Сенат Италии 15-го созыва по списку партии «Вперёд, Италия», в 2008 и 2013 годах переизбран в верхнюю палату парламента 16-го и 17-го созывов по списку Народа свободы.
В четвёртом правительстве Берлускони с 7 мая 2008 по 15 декабря 2009 года являлся министром труда, охраны здоровья и социальной политики, а с 15 декабря 2009 по 16 ноября 2011 года — министром труда и социальной политики.
После назначения министром заявил, что он — один из немногих среди правоцентристов, кто умеет вести переговоры с профсоюзами. Тем не менее, 21 июня 2008 года на празднике Итальянской конфедерации профсоюзов трудящихся в Левико собравшиеся встретили его оскорблениями. В вопросе переговоров о судьбе испытывающей экономические сложности авиакомпании Alitalia занимал жёсткую проправительственную позицию в поддержку линии, проводимой Джанни Летта, и склонялся к инициированию процедуры банкротства.
В качестве министра здравоохранения 16 декабря 2008 года издал директиву, которой объявлено незаконным прерывание искусственного питания и гидратации больных в вегетативном состоянии. Толчком к этому решению послужил случай с Элуаной Энгларо в центре медицинского ухода в Удине, после которого прокуратура начала расследование действий Саккони по заявлению представителей организаций «Associazione Luca Coscioni», «Radicali Italiani» и «Nessuno Tocchi Caino» (Руки прочь от Каина).
7 мая 2013 года избран председателем 11-й комиссии Сената (труд).
После развала «Народа свободы» в 2013 году примкнул к Новому правому центру и возглавил его фракцию в Сенате.

## Личная жизнь
Маурицио Саккони женат на Энрике Джорджетти (Enrica Giorgetti).